# كازو شيبا

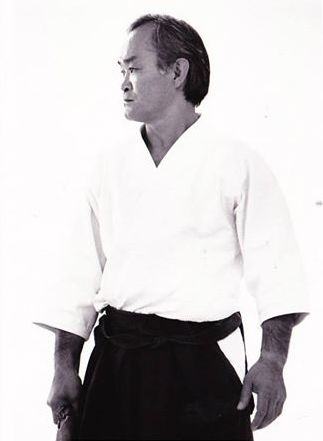
T.K Chiba

كازو شيبا (باللغة اليابانية 千葉 和 雄 )، المعروف أيضا تحت اسم: ت. ك شيبا. هو أستاذ الآيكيدو الياباني، ولد 5 في فبراير 1940 في طوكيو، وتوفي في 5 يونيو 2015، عن عمر يناهز 75 سنة.
قضى معظم حياته في مهنة التدريس في المملكة المتحدة والولايات المتحدة.
حاصل على 8 درجات آيكيدو في المنظمة أيكيكاي ومؤسس دوجو في لندن وسان دييغو.
وهو أيضا مؤسس للاتحاد الدولي للأيكيدو معروفة (Birankai) الدولية.
في عالم الايكيدو، شيبا، معروف بوصفه ممثلا للجزء «الصعب» من الايكيدو، مع تركيز قوي على التدريب على الأسلحة.
في عام 2006، أعلن رحيله إلى التقاعد تدريجيا.